# Didaktik im Netz
Die Didaktik im Netz – eine verkürzende Bezeichnung für eine Didaktik des Unterrichtens in computernetzbasierten multimedialen Lernumgebungen – beschäftigt sich mit der Theorie des Unterrichtens mit Hilfe kleinerer Computernetzwerke. Die vernetzte Computerausstattung wird dazu eingesetzt, verschiedenste Unterrichtsinhalte und Kompetenzen in unterschiedlichen Fächern zu vermitteln und zu trainieren.

## Nähere begriffliche Eingrenzungen
Die verkürzende Bezeichnung „Didaktik im Netz“, die eher eine Hilfsbezeichnung oder einen Behelf darstellt, wird in einer von Dr. Hans-Friedrich Vahlensieck verfassten Unterrichtsanleitung für Lehrer benutzt und könnte somit von ihm geprägt worden sein. Gängige Bezeichnungen in diesem Zusammenhang sind auch „multimedialer Unterricht“, „didaktisches“ oder „pädagogisches Netzwerk“.
Noch weitreichender in der Anwendung als die sogenannte „Didaktik im Netz“ ist die sogenannte „Online-Didaktik“, in welcher der Nutzung des Internets eine zentrale Bedeutung zukommt. (Dadurch wird sowohl der Zugriff auf speziell bereitgestellte Inhalte als auch die Verwendung von Online-Arbeitsplattformen (eGroupware, Online-Speicherplatz …) auf einfache Art und Weise ermöglicht.) Für das Konzept „Didaktik im Netz“ wird hingegen Internetanbindung per se nicht vorausgesetzt; der optionale Gebrauch des Internets wird in diesem Konzept jedoch durchaus zu einem Bestandteil der angestellten Überlegungen. Anders ausgedrückt: Internet ist bei „Didaktik im Netz“ ein „Kann“, kein „Muss“. „Netz“ bedeutet bei „Didaktik im Netz“ zunächst einfach nur „Computernetzwerk“ (= lokales Netzwerk); im speziellen Kontext kann damit jedoch auch „lokales Netzwerk plus Internet“ gemeint sein.

## Unterrichten in computernetzbasierten multimedialen Lernumgebungen
Damit die Vorteile der Computervernetzung optimal im Unterricht genutzt werden können, sollten vernetzte Computerräume mit spezieller Software ausgerüstet sein. „Kontrolldurchgriff ermöglichende multimediale Lernumgebungen“ erlauben es zum Beispiel, die Aktivitäten der Schüler auf dem Computer durch die Lehrperson zu überwachen, Bildschirme für Präsentationen zu übermitteln (Desktop-Sharing oder Bildschirmübertragung), den Schülern per Fernsteuerung zu helfen, den Zugang zum Internet zu sperren oder freizugeben und den Umgang mit Lehrer- und Schülerdateien zu vereinfachen (Dateimanagement). Damit kann die Motivation und die Aufmerksamkeit der Klasse und somit der Lernerfolg deutlich verbessert werden.
Daneben gibt es verschiedenste Software, die dazu dient, die Administration des Schulnetzwerks zu vereinfachen. Die wesentlichen Unterschiede solcher Software liegen im Preis und in der Bedienbarkeit. Letzteres ist entscheidend dafür, inwieweit die Software von den Lehrern tatsächlich im Unterricht eingesetzt wird.
Praxisbeispiel:

In einem ersten Schritt kann eine Lehrperson mit der Demo-Funktion ihren Bildschirminhalt der ganzen Klasse sichtbar machen und gleichzeitig Tastatur und Maus der Schüler-PCs sperren. Dadurch ist die volle Aufmerksamkeit der Schülerschaft auf die Präsentation gerichtet. Mit Hilfe eines Präsentations- und Visualisierungstools kann die Lehrperson dabei gezielt durch die Präsentation führen. Anschließend können die Schüler selbständig versuchen, das Gezeigte anzuwenden. Die Lehrperson kann dabei den Fortschritt der Klasse auf ihrem Bildschirm mitverfolgen und bei Problemen per Fernsteuerung helfend eingreifen. Wenn ein Schüler eine besonders interessante Lösung gefunden hat, kann der Bildschirm eines Schülercomputers der ganzen Klasse gezeigt werden. Der Schüler betätigt sich in einem solchen Falle vorübergehend als virtueller Lehrer. Um die Aufmerksamkeit der Schüler zu erhalten, können die Schülerbildschirme dunkelgeschaltet und damit die Schülerrechner gesperrt werden.
Die Lehrperson kann während der Übungsphase einzelnen Schülern oder der ganzen Klasse den Zugriff auf das Internet erlauben. Nach dem Abschluss der Übungsphase kann die Lehrperson Arbeitsblätter über das Netzwerk an alle oder einzelne Plätze verteilen. Das Einsammeln der Dateien mit den Antworten seitens der Schüler kann dabei automatisch erfolgen.